# Els que morirem aviat
Els que morirem aviat (original en anglès: We Who Are About to Die) és una pel·lícula de drama criminal estatunidenca de 1937 dirigida per Christy Cabanne i protagonitzada per Preston Foster, Ann Dvorak i John Beal. Es basava en un llibre de David Lansom, que va ser jutjat quatre vegades per assassinar la seva dona abans de ser posat en llibertat. Està doblada al català.

## Argument
Un home és segrestat per mafiosos després de deixar la seva feina. Posteriorment és arrestat, jutjat i condemnat a mort injustament pels assassinats que els gàngsters han comès. Un detectiu creu que és innocent i treballa per salvar-li la vida.

## Repartiment
- Preston Foster com Steven Mathews
- Ann Dvorak com Miss Connie Stewart
- John Beal com John E. 'Johnny' Thompson
- Russell Hopton com 'Mac' MacAndrews
- J. Carrol Naish com Nick Trotti
- Paul Hurst com Tip Fuller
- Frank Jenks com Clyde Beasley
- Frank M. Thomas com M.L. Carter
- Barnett Parker com John Barkley
- Willie Fung com Kwong
- John Carroll com Joe Donahue
- DeWitt Jennings com Mike Brannigan
- Landers Stevens com Warden Lawton
- Howard Hickman com Prison Chaplain
- Robert Emmett O'Connor com Detective.Mitchell

## Producció
Lansom va ser contractat pel productor Edward Small per treballar en el guió.